# Río de las Chinas
El río de las Chinas es un curso de agua que nace en la cordillera de los Andes de la Región de Magallanes y de la Antártica Chilena y que fluye con dirección general sur hasta desembocar en el lado oriental del lago del Toro, en el Parque nacional Torres del Paine.

## Trayecto
El río nace en las montañas limítrofes, al pie del Portezuelo de Las Chinas y en su recorrido tributan los ríos Baguales, Zamora, Vizcachas y el Don Guillermo, estos dos últimos nacen en Argentina, lo que le da al río un carácter internacional.: 597 

## Caudal y régimen
El régimen del río Serrano es pluvial con crecidas de invierno. Antes de la junta del río Grey, lleva un gasto media de unos 75 m3/s. La hoya superior y del lado occidental, sin embargo, tiene crecidas debidas al derretimiento en verano de los ventisqueros que alimentan los lagos y ríos, como ocurre con el propio Grey, de marcado régimen nival.

Curvas de variación estacional
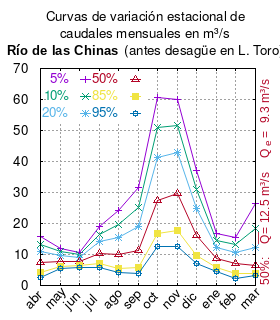
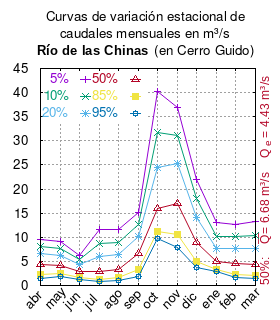

El caudal del río (en un lugar fijo) varía en el tiempo, por lo que existen varias formas de representarlo. Una de ellas son las curvas de variación estacional que, tras largos periodos de mediciones, predicen estadísticamente el caudal mínimo que lleva el río con una probabilidad dada, llamada probabilidad de excedencia. La curva de color rojo ocre (con {\displaystyle {\color {Red}\vartriangle }}) muestra los caudales mensuales con probabilidad de excedencia de un 50%. Esto quiere decir que ese mes se han medido igual cantidad de caudales mayores que caudales menores a esa cantidad. Eso es la mediana (estadística), que se denota Qe, de la serie de caudales de ese mes. La media (estadística) es el promedio matemático de los caudales de ese mes y se denota {\displaystyle {\overline {Q}}}. 
Una vez calculados para cada mes, ambos valores son calculados para todo el año y pueden ser leídos en la columna vertical al lado derecho del diagrama. El significado de la probabilidad de excedencia del 5% es que, estadísticamente, el caudal es mayor solo una vez cada 20 años, el de 10% una vez cada 10 años, el de 20% una vez cada 5 años, el de 85% quince veces cada 16 años y la de 95% diecisiete veces cada 18 años. Dicho de otra forma, el 5% es el caudal de años extremadamente lluviosos, el 95% es el caudal de años extremadamente secos. De la estación de las crecidas puede deducirse si el caudal depende de las lluvias (mayo-julio) o del derretimiento de las nieves (septiembre-enero).

## Historia
En el sector entre el valle del río de Las Chinas y el cerro Guido se emplaza uno de los más importantes yacimientos fósiles y paleontológicos de Chile, donde se han descubierto especies de mamíferos fósiles como Magallanodon y Orretherium, así como fósiles pertenecientes a anfibios, peces, reptiles y varios invertebrados, junto con material perteneciente a dinosaurios saurópodos, terópodos y ornitisquios indeterminados, así como el Gonkoken nanoi, descubierto en 2023.
Luis Risopatrón lo describe en su Diccionario Jeográfico de Chile (p.202):
Chinas (Rio de las) 51° 00' 72° 32'. Recibe las aguas de las faldas S del cordón limitáneo con la Arjentina, corre hacia el S, en un valle pastoso, con aguas de color barroso, se junta con el rio Zamora i se dirije al S en un cajón mui estrecho, formado por altas barrancas de piedras; recibe los rios Baguales, Vizcachas i Don Guillermo i concluye por encorvarse al W i vaciarse en la ribera E del lago de El Toro, a corta distancia al N de la desembocadura del rio Tres Pasos. 122, p. 90 i 91; 134; i 156.